# Altekma Spor Kulübü 2021-2022
Questa voce raccoglie le informazioni riguardanti l'Altekma Spor Kulübü nelle competizioni ufficiali della stagione 2021-2022.

## Stagione
L'Altekma Spor Kulübü partecipa alla stagione 2021-22 senza alcuna denominazione sponsorizzata.
In Efeler Ligi ottiene un nono posto, mentre in Coppa di Turchia non supera la fase a gironi.

## Organigramma societario
Area direttiva
- Presidente: Melih Sebastien Durmuş

Area tecnica
- Allenatore: Levent Matmeriçli
- Allenatore in seconda: Ömer Tok
- Assistente allenatore: Özgür Dükel
- Scoutman: Mehmet Gürüler

## Rosa
| N° | Nome              | Ruolo | Data di nascita   | Nazionalità sportiva |
| -- | ----------------- | ----- | ----------------- | -------------------- |
| 1  | Luan Weber        | O     | 12 febbraio 1991  | Brasile              |
| 2  | Enes Atlı         | S     | 5 novembre 1996   | Turchia              |
| 3  | Kerem Yaman       | C     | 15 novembre 2003  | Turchia              |
| 4  | Ertuğrul Metin    | S     | 1º gennaio 1996   | Turchia              |
| 5  | Hüseyin Şahin     | L     | 5 settembre 1998  | Turchia              |
| 6  | Altay Demirci     | S     | 14 aprile 1999    | Turchia              |
| 7  | Amirhossein Khani | O     | 8 luglio 2001     | Iran                 |
| 9  | Cafer Kirkit      | S     | 1º gennaio 2001   | Turchia              |
| 10 | Mehmet Özbek      | L     | 11 luglio 1984    | Turchia              |
| 11 | Berkant Mit       | S     | 30 agosto 2001    | Turchia              |
| 12 | Dünya Kandemir    | S     | 30 luglio 2003    | Turchia              |
| 14 | Ömer Dur          | C     | 17 agosto 1994    | Turchia              |
| 15 | Halil Dolaşık     | P     | 10 aprile 1996    | Turchia              |
| 17 | Maksim Buculjević | P     | 20 settembre 1991 | Serbia               |
| 18 | Hugo Hamacher     | S     | 13 aprile 1991    | Brasile              |
| 19 | Oğuzhan Tarakçı   | O     | 23 aprile 1993    | Turchia              |
| 20 | Emre Tayaz        | C     | 20 marzo 1998     | Turchia              |

## Statistiche

### Statistiche di squadra
| Competizione     | Punti | In casa | In casa | In casa | In trasferta | In trasferta | In trasferta | Totale | Totale | Totale |
| Competizione     | Punti | G       | V       | P       | G            | V            | P            | G      | V      | P      |
| ---------------- | ----- | ------- | ------- | ------- | ------------ | ------------ | ------------ | ------ | ------ | ------ |
| Efeler Ligi      | 29    | 13      | 5       | 8       | 13           | 4            | 9            | 26     | 9      | 17     |
| Coppa di Turchia | 2     | 0       | 0       | 0       | 0            | 0            | 0            | 3      | 1      | 2      |
| Totale           | -     | 13      | 5       | 8       | 13           | 4            | 9            | 29     | 10     | 19     |

G = partite giocate; V = partite vinte; P = partite perse

### Statistiche dei giocatori
| Giocatore     | Campionato | Campionato | Campionato | Campionato | Campionato | Coppa di Turchia | Coppa di Turchia | Coppa di Turchia | Coppa di Turchia | Coppa di Turchia | Totale | Totale | Totale | Totale | Totale |
| Giocatore     | P          | PT         | AV         | MV         | BV         | P                | PT               | AV               | MV               | BV               | P      | PT     | AV     | MV     | BV     |
| ------------- | ---------- | ---------- | ---------- | ---------- | ---------- | ---------------- | ---------------- | ---------------- | ---------------- | ---------------- | ------ | ------ | ------ | ------ | ------ |
| E. Atlı       | 20         | 23         | 18         | 5          | 0          | 2                | 4                | 4                | 0                | 0                | 22     | 27     | 22     | 5      | 0      |
| M. Buculjević | 26         | 65         | 21         | 20         | 24         | 3                | 6                | 3                | 3                | 0                | 29     | 71     | 24     | 23     | 24     |
| A. Demirci    | 16         | 22         | 19         | 3          | 0          | 2                | 1                | 1                | 0                | 0                | 18     | 23     | 20     | 3      | 0      |
| H. Dolaşık    | 26         | 13         | 2          | 0          | 11         | 3                | 0                | 0                | 0                | 0                | 29     | 13     | 2      | 0      | 11     |
| Ö. Dur        | 12         | 18         | 13         | 5          | 0          | 3                | 17               | 6                | 10               | 1                | 15     | 35     | 19     | 15     | 1      |
| H. Hamacher   | 26         | 345        | 326        | 12         | 7          | 3                | 33               | 28               | 2                | 3                | 29     | 378    | 354    | 14     | 10     |
| D. Kandemir   | 0          | 0          | 0          | 0          | 0          | 0                | 0                | 0                | 0                | 0                | 0      | 0      | 0      | 0      | 0      |
| A. Khani      | 23         | 120        | 105        | 3          | 12         | 2                | 7                | 6                | 0                | 1                | 25     | 127    | 111    | 3      | 13     |
| C. Kirkit     | 25         | 225        | 195        | 16         | 14         | 3                | 28               | 24               | 2                | 2                | 28     | 253    | 219    | 18     | 16     |
| E. Metin      | 26         | 134        | 84         | 33         | 17         | 0                | 0                | 0                | 0                | 0                | 26     | 134    | 84     | 33     | 17     |
| B. Mit        | 1          | 0          | 0          | 0          | 0          | 0                | 0                | 0                | 0                | 0                | 1      | 0      | 0      | 0      | 0      |
| M. Özbek      | 26         | 1          | 1          | 0          | 0          | 3                | 0                | 0                | 0                | 0                | 29     | 1      | 1      | 0      | 0      |
| H. Şahin      | 24         | 0          | 0          | 0          | 0          | 3                | 0                | 0                | 0                | 0                | 27     | 0      | 0      | 0      | 0      |
| O. Tarakçı    | 18         | 230        | 187        | 28         | 15         | -                | -                | -                | -                | -                | 18     | 230    | 187    | 28     | 15     |
| E. Tayaz      | 25         | 205        | 141        | 59         | 5          | 3                | 20               | 13               | 6                | 1                | 28     | 225    | 154    | 65     | 6      |
| L. Weber      | 7          | 96         | 87         | 5          | 4          | 3                | 46               | 40               | 5                | 1                | 10     | 142    | 127    | 10     | 5      |
| K. Yaman      | 4          | 9          | 8          | 1          | 0          | 2                | 4                | 1                | 3                | 0                | 6      | 13     | 9      | 4      | 0      |

P = presenze; PT = punti totali; AV = attacchi vincenti; MV = muri vincenti; BV = battute vincenti